# Jakub Lauko
Jakub Lauko (* 28. března 2000 Praha, Česko) je český hokejový útočník hrající v týmu HC Dynamo Pardubice, Draftován do NHL byl v roce 2018 v třetím kole týmem Boston Bruins na celkově 77. pozici. 

## Hráčská kariéra
Lauko se sice narodil v Praze, ale vyrůstal na Chomutovsku, kde také začínal s hokejem. Jakubův otec Roman Lauko je součástí managementu chomutovského klubu, kde vykonává roli vedoucího mužstva a v chomutovském klubu působí od roku 1991, takže Jakub měl k hokeji od mala velmi blízko. Už od svých 13 let nastupoval v chomutovském dresu mladšího dorostu, tedy s hráči až o 3 roky staršími. Od 15 let nastupoval za mládežnické reprezentační výběry a v roce 2016 byl účastníkem Světového poháru do 17 let, kde se stal druhým nejproduktivnějším hráčem. Po turnaji povýšil do chomutovského A týmu, kde v 16 letech 11. listopadu 2016 debutoval v domácím utkání proti pražské Spartě. Týden poté ve svém 4. extraligovém utkání poprvé skóroval a stal se nejmladším chomutovským střelcem historie a navíc prvním extraligovým střelcem narozeným v roce 2000. Před sezónou 2017/18 jej draftoval do systému elitních kanadských juniorských lig CHL tým Rouyn-Noranda Huskies, kam však Lauko odmítl odejít a pokračoval tak v Chomutově. V létě 2017 se zúčastnil Memoriálu Ivana Hlinky, kde s reprezentací do 18 let získal stříbrnou medaili a pomohl v 5 utkáních 4 góly a i když jej po turnaji trenér Pešán kritizoval za zbytečné fauly, tak jej přesto nominoval i na mistrovství světa juniorů na přelomu let 2017 a 2018. Zúčastnil se i MS juniorů 2020 kde ale kvůli zranění kolene stihl odehrát jen 6 vteřin úvodního zápasu proti Rusku. V roce 2024 přestoupil z Boston Bruins do Minnesota Wild. V roce 2025 byl součástí výměny a z Minnesoty se vrátil ,téměř po roce, zpět do Bostonu.

## Ocenění a úspěchy
- 2018 ČHL – Nejproduktivnější dorostenec
- 2019 CHL – Ed Chynoweth Trophy
- 2021 AHL – All-Star Tým Atlantické divize

## Prvenství

### ČHL
- Debut – 11. listopadu 2016 (Piráti Chomutov proti HC Sparta Praha)
- První gól – 18. listopadu 2016 (Piráti Chomutov proti HC Olomouc, českému brankáři Martinu Falterovi)
- První asistence – 17. října 2017 (HC Olomouc proti Piráti Chomutov)

### NHL
- Debut – 12. října 2022 (Washington Capitals proti Boston Bruins)
- První gól – 18. října 2022 (Ottawa Senators proti Boston Bruins, švédskému brankáři Anton Forsberg)
- První asistence – 18. října 2022 (Ottawa Senators proti Boston Bruins)

## Klubová statistika
| Sezóna      | Klub                    | Soutěž      |     | Základní část | Základní část | Základní část | Základní část | Základní část |   | Play off | Play off | Play off | Play off | Play off |
| Sezóna      | Klub                    | Soutěž      | Z   | G             | A             | B             | TM            | Z             | G | A        | B        | TM       |          |          |
| 2016–17     | Piráti Chomutov         | ČHL         | 28  | 2             | 0             | 2             | 2             | 9             | 0 | 0        | 0        | 4        |          |          |
| 2017–18     | Piráti Chomutov         | ČHL         | 42  | 3             | 6             | 9             | 20            | —             | — | —        | —        | —        |          |          |
| 2018–19     | Rouyn-Noranda Huskies   | QMJHL       | 44  | 21            | 20            | 41            | 43            | 19            | 6 | 7        | 13       | 17       |          |          |
| 2019–20     | Providence Bruins       | AHL         | 22  | 5             | 4             | 9             | 24            | —             | — | —        | —        | —        |          |          |
| 2020–21     | HC Energie Karlovy Vary | ČHL         | 25  | 5             | 5             | 10            | 26            | —             | — | —        | —        | —        |          |          |
| 2020–21     | Providence Bruins       | AHL         | 23  | 5             | 14            | 19            | 28            | —             | — | —        | —        | —        |          |          |
| 2021–22     | Providence Bruins       | AHL         | 54  | 3             | 13            | 16            | 56            | 2             | 1 | 0        | 1        | 2        |          |          |
| 2022–23     | Providence Bruins       | AHL         | 35  | 10            | 7             | 17            | 58            | 1             | 0 | 0        | 0        | 0        |          |          |
| 2022–23     | Boston Bruins           | NHL         | 23  | 4             | 3             | 7             | 11            | 3             | 0 | 1        | 1        | 4        |          |          |
| 2023–24     | Boston Bruins           | NHL         | 60  | 2             | 8             | 10            | 32            | 5             | 1 | 0        | 1        | 2        |          |          |
| 2024–25     | Minnesota Wild          | NHL         | 38  | 3             | 3             | 6             | 27            | —             | — | —        | —        | —        |          |          |
| 2024–25     | Boston Bruins           | NHL         | 18  | 2             | 3             | 5             | 20            | —             | — | —        | —        | —        |          |          |
| ČHL celkově | ČHL celkově             | ČHL celkově | 95  | 10            | 11            | 21            | 48            | 9             | 0 | 0        | 0        | 4        |          |          |
| NHL celkově | NHL celkově             | NHL celkově | 139 | 11            | 17            | 28            | 90            | 8             | 1 | 1        | 2        | 6        |          |          |

## Reprezentace
| Rok                       | Tým                       | Soutěž                    | Z  | G  | A | B  | TM |
| ------------------------- | ------------------------- | ------------------------- | -- | -- | - | -- | -- |
| 2016                      | Česko 17                  | WHC-17                    | 5  | 4  | 3 | 7  | 14 |
| 2017                      | Česko 18                  | MIH                       | 5  | 4  | 0 | 4  | 8  |
| 2018                      | Česko 20                  | MSJ                       | 6  | 1  | 0 | 1  | 4  |
| 2018                      | Česko 18                  | MS-18                     | 7  | 3  | 3 | 6  | 8  |
| 2019                      | Česko 20                  | MSJ                       | 5  | 1  | 1 | 2  | 6  |
| 2020                      | Česko 20                  | MSJ                       | 1  | 0  | 0 | 0  | 0  |
| 2025                      | Česko                     | MS                        | 7  | 1  | 1 | 2  | 2  |
| Juniorská kariéra celkově | Juniorská kariéra celkově | Juniorská kariéra celkově | 29 | 13 | 7 | 20 | 40 |
| Seniorská kariéra celkově | Seniorská kariéra celkově | Seniorská kariéra celkově | 7  | 1  | 1 | 2  | 2  |